# Naldinho
José Leonardo Cassimiro de Araújo (São Paulo do Potengi, 5 de abril de 1966), conhecido popularmente como Naldinho, é um bancário e político brasileiro, filiado ao Partido Social Democrático (PSD). Foi o 19.º e 21.º prefeito de São Paulo do Potengi entre os anos de 2005 e 2008 e 2013 e 2020, atuando também como o 13.º presidente da Federação dos Municípios do Rio Grande do Norte, cargo que ocupou de 2018 a 2021.

## Vida pessoal
É o décimo quarto filho de Mamede Marques de Araújo e Noêmia Cassimiro de Araújo. Servidor de carreira do Banco do Brasil, é casado com Maria Vênus Cavalcante de Araújo desde 5 de abril de 1992, com quem teve dois filhos: Leandro, nascido em 13 de abril de 1997; e Lucas, nascido em 30 de março de 1998. Separaram-se em agosto de 2023, após 31 anos de casamento. Em sua infância e adolescência, foi membro da Ordem DeMolay. Durante seu primeiro mandato, enviou Projeto de Lei à Câmara Municipal criando o Dia Municipal da Ordem DeMolay em São Paulo do Potengi.

## Vida pública

### Vereador e candidato a prefeito em 2000
Em 1992 foi eleito vereador em São Paulo do Potengi pelo Partido Democrático Trabalhista (PDT), sendo o mais votado daquele pleito com 343 sufrágios, correspondente a 2,30% dos votos válidos. Nas eleições municipais de 2000 saiu candidato a prefeito pela primeira vez, mas acabou perdendo para o então prefeito Azevedo que disputava a reeleição, obtendo 3.213 votos (41,64%).

### Prefeito de São Paulo do Potengi

#### Primeiro mandato

Retrato oficial, 2005-2008.

No ano de 2004 pelo Partido Popular Socialista (PPS) saiu candidato a prefeito mais uma vez, tendo o apoio do prefeito Azevedo. Ganhou a eleição com 62,51% dos votos válidos, correspondente a 5.685 votos, vencendo o candidato do Partido Progressista (PP) Aluízio Brandão, que obteve 37,49% dos votos válidos, o que indica 3.409 votos.
Com o apoio da, à época, governadora Wilma de Faria, essa primeira gestão como prefeito foi marcada pela implantação da Central do Cidadão, Restaurante Popular, construção da Passagem Molhada no Juremal, calçamento de diversas ruas e pela reformulação da Praça Monsenhor Expedito. Desfiliou-se do PPS e ingressou no Partido Socialista Brasileiro (PSB), partido pela qual concorreu a reeleição em 2008, vindo a perder para o ex-prefeito Azevedo.

#### Segundo mandato
Em 2012 voltou a disputar novamente a prefeitura de sua cidade pelo Partido Social Democrático (PSD) numa eleição que o reuniu mais uma vez com seu principal oponente, Azevedo. Venceu com 59,14% dos votos válidos, 6.593 votos contra 40,86% dos votos válidos, 4.556 votos de Azevedo. Nesse período, em 15 de janeiro de 2015, foi eleito segundo-vice-presidente da FEMURN, na chapa encabeçada pelo então prefeito de Mossoró, Francisco Júnior.

#### Terceiro mandato e Presidência da FEMURN
Reeleito em 2016 pelo mesmo partido (PSD) com 5.144 votos (46,55% dos votos válidos), vencendo o ex-vice-prefeito Pacelli Souto que obteve 5.116 votos (46,30% dos votos válidos) e o odontólogo Ivan Dantas, que obteve 790 votos (7,15% dos votos válidos).

Paralelamente ao cargo de prefeito, exerceu uma importante função a nível estadual de presidente da Federação dos Municípios do Rio Grande do Norte, quando era primeiro-vice-presidente e, com a renúncia do titular, o ex-prefeito de Lajes, Benes Leocádio, assumiu em definitivo. Naldinho em discurso de posse afirmou:
Assumir a presidência da FEMURN significa, para mim, um momento de muita importância, mas principalmente de muita luta, de continuidade de trabalho pelo segmento dos prefeitos e obviamente pelo bem dos nossos municípios.
Em agosto de 2018, integrou a comitiva da Confederação Nacional dos Municípios e participou de uma audiência com o presidente da Câmara dos Deputados, Rodrigo Maia, e com o presidente do Brasil, Michel Temer.
Foi reeleito presidente da FEMURN em 8 de janeiro de 2019 para o biênio (2019-2020), tendo como primeira-vice-presidente a prefeita de Riachuelo, Mara Cavalcanti.

### Desempenho em eleições
| Ano  | Eleição                           | Cargo    | Partido | Coligação                                                                                              | Titular/Vice                                   | Votos para Naldinho | Votos para Naldinho | Votos para Naldinho | Votos para Naldinho | Resultado  |
| Ano  | Eleição                           | Cargo    | Partido | Coligação                                                                                              | Titular/Vice                                   | Turno               | Votos               | %                   | Posição             | Resultado  |
| ---- | --------------------------------- | -------- | ------- | --- | ---------------------------------------------- | ------------------- | ------------------- | ------------------- | ------------------- | ---------- |
| 1992 | Municipal de São Paulo do Potengi | Vereador | PDT     | União do Povo (PDS / PMDB / PDT)                                                                       | —                                              | Único               | 343                 | 2,30                | 1º                  | Eleito     |
| 2000 | Municipal de São Paulo do Potengi | Prefeito | PSB     | Renovação e Cidadania (PSB / PSDB / PC do B / PRTB / PFL)                                              | Vice: Neci Soares (PSDB)                       | Único               | 3 213               | 41,64               | 2º                  | Não Eleito |
| 2004 | Municipal de São Paulo do Potengi | Prefeito | PPS     | Unidos com o Povo (PT / PTB / PMDB / PSC / PL / PPS / PMN / PSB / PV / PC do B)                        | Vice: Savinho (PMDB)                           | Único               | 5 685               | 62,51               | 1º                  | Eleito     |
| 2008 | Municipal de São Paulo do Potengi | Prefeito | PSB     | Unidos com o Povo (PSB / PT / PHS / PSL / PPS / PP / PR / PV / PSC / PC do B / PTB / PMN / PSDC / DEM) | Vice: Dário Alves (PT)                         | Único               | 5 030               | 47,90               | 2º                  | Não Eleito |
| 2012 | Municipal de São Paulo do Potengi | Prefeito | PSD     | Construindo um Novo Tempo (PRB / PDT / PT / PTN / PSC / PSDC / PSB / PSD)                              | Vice: Pacelli Souto (PDT)                      | Único               | 6 593               | 59,14               | 1º                  | Eleito     |
| 2016 | Municipal de São Paulo do Potengi | Prefeito | PSD     | Seguindo em Frente (PT / PSC / PR / PSDC / PMB / PTC / PSB / PSD / PC do B)                            | Vice: Erivan de Seu Elino (PSC)                | Único               | 5 144               | 46,55               | 1º                  | Eleito     |
| 2024 | Municipal de São Paulo do Potengi | Prefeito | PSD     | Unidos com o Povo (PSD / SOLIDARIEDADE)                                                                | Vice: João Maria da Casa Verde (Solidariedade) | Único               | 2 412               | 20,01               | 2º                  | Não Eleito |

### Oficial
- Naldinho no Facebook
- Naldinho no Instagram

### Outros
- Entrevista do presidente da Fermurn José Leonardo Cassimiro de Araújo à Confederação Nacional dos Municípios
- Mensagem de despedida do ex-presidente da Femurn José Leonardo Cassimiro de Araújo